# Trudoliubîve, Velîka Bahacika
Trudoliubîve (în ucraineană Трудолюбиве) este un sat în comuna Kornienkî din raionul Velîka Bahacika, regiunea Poltava, Ucraina.

## Demografie
Componența lingvistică a localității Trudoliubîve
     Ucraineană (100%)
Conform recensământului din 2001, toată populația localității Trudoliubîve era vorbitoare de ucraineană (100%).